# Rıdvan Yılmaz
Rıdvan Yılmaz (Gaziosmanpaşa, 21 de mayo de 2001) es un futbolista turco que juega de defensa en el Rangers F. C. de la Scottish Premiership.

## Trayectoria
Tras llevar diez años formándose en las categorías inferiores del Beşiktaş J. K., el 8 de abril de 2019 debutó con el primer equipo en un partido de la Superliga de Turquía ante el Çaykur Rizespor que ganaron por 7-2. Desde ese momento hasta su salida del club, logró ganar la Superliga, la Copa y la Supercopa.
El 25 de julio de 2022 fue traspasado al Rangers F. C. a cambio de cuatro millones de euros fijos más 2,25 en variables y un 20% de una futura venta, firmando un contrato de cinco años.

## Selección nacional
Tras haber sido internacional con Turquía en categorías inferiores, el 14 de mayo de 2021 fue incluido en la lista preliminar de la selección absoluta para participar en la Eurocopa 2020, siendo posteriormente ratificado en la convocatoria definitiva. El día 27 del mismo mes realizó su debut en un amistoso ante Azerbaiyán que los otomanos vencieron por 2-1.

### Participaciones en Eurocopas
| Copa          | Sede   | Resultado    | Partidos | Goles |
| ------------- | ------ | ------------ | -------- | ----- |
| Eurocopa 2020 | Europa | Primera fase | 0        | 0     |

## Clubes
| Club           | País    | Año       |
| -------------- | ------- | --------- |
| Beşiktaş J. K. | Turquía | 2019-2022 |
| Rangers F. C.  | Escocia | 2022-     |

## Palmarés

### Títulos nacionales
| Título                     | Club           | País    | Año  |
| -------------------------- | -------------- | ------- | ---- |
| Superliga de Turquía       | Beşiktaş J. K. | Turquía | 2021 |
| Copa de Turquía            | Beşiktaş J. K. | Turquía | 2021 |
| Supercopa de Turquía       | Beşiktaş J. K. | Turquía | 2021 |
| Copa de la Liga de Escocia | Rangers F. C.  | Escocia | 2024 |